# Les Plantiers
Les Plantiers este o comună în departamentul Gard din sudul Franței. În 2009 avea o populație de 252 de locuitori.

## Evoluția populației
| An        | 1975 | 1982 | 1990 | 1999 | 2006 | 2009 |
| --------- | ---- | ---- | ---- | ---- | ---- | ---- |
| Populație | 227  | 228  | 221  | 228  | 248  | 252  |